# Беназир Буто
Беназир Буто (синди: بینظیر ڀھٽو , урду: بینظیر بھٹو; Карачи, 21. јуна 1953 — Равалпинди, 27. децембар 2007) била је пакистанска политичарка. Буто је била прва жена на челу једне постколонијалне муслиманске државе. Била је кћерка бившег премијера и председника Пакистана Зулфикара Али Бутоа.
Беназир Буто је изабрана за премијера Пакистана 1988, али ју је након 20 месеци уз подршку војске сменио председник, Гулам Ишак Кан, искористивши Осми амандман устава да распусти парламент и распише нове изборе. Поново је изабрана 1993. године, али ју је три године касније разрешио тадашњи председник Фарук Легари, услед разних корупционих скандала. Године 2006, на захтев владе Пакистана, Интерпол је издао налог за хапшење ње и њеног мужа. Беназир Буто је имала двојно држављанство, пакистанско и британско. Добитница је пет почасних доктората.

## Животопис

### Детињство: 1954–1968
Буто је рођена у Пинто старачком дому 21. јуна 1953. у Карачију, Синд, Пакистан. Њен отац је био политичар Зулфикар Али Буто, а мајка Бегум Нусрат Испахани, иранског курдског порекла. Зулфикар је био син Шаха Наваз Бута, истакнутог политичара који је био премијер владе државе Јунагад. Буто су били аристократски, богати властелини из Синда, део вадероса или земљопоседничке касте. Они су били су сунитски муслимани, иако је Нусрат рођена у шиитској муслиманској породици пре него што се конвертовала у сунизам након удаје. Пар се венчао у септембру 1951. године, а Беназир је била њихово прво дете. Добила је име по тетки која је млада умрла. Троје млађе деце Бутових били су Муртаза (рођена 1954), Санам (1957) и Шахнаваз (1958). Када је стари Шах Наваз умро 1957. године, Зулфикар је наследио породично имање, што га је учинило изузетно богатим.
Беназирин први језик је био енглески; као дете је ређе говорила урду и слабо је говорила локални синди језик. Беназир је у почетку похађала школу Лејди Џенингс у Карачију. Затим је послата у Самостан Исуса и Марије у Карачију, а одатле у Самостан Исуса и Марије, интернат у Мурију. Мури је близу границе са Индијом, а током Индо-Пакистанског рата 1965. Буто и остали ученици су проживели ваздушне нападе. Полажући своје испите у децембру 1968. године, Буто је стекла О-ниво са високим оценама.
Током своје младости, Буто је обожавала свог оца, а он је заузврат подстицао њен образовни развој у супротности с традиционалним приступима женама који су тада били устаљени у Пакистану. Односи између родитеља били су затегнути током њеног детињства; Зулфикар је започео ванбрачне везе са другим женама, а када се Нусрат успротивила, избацио ју је из њихове куће. Она се преселила се у Иран, али након што је Зулфикар спречио њену децу да јој се тамо придруже, вратила се у Пакистан шест месеци касније, настанивши се у Карачију. Током свог живота, Буто никада није јавно признала ову унутрашњу породичну неслогу.
Када је Буто имала пет година, њен отац је постао министар кабинета за енергетику, а када је она имала девет година он је постао министар иностраних послова земље. Од малих ногу била је изложена страним дипломатама и личностима које су посећивале њеног оца, међу њима Џоу Енлај, Хенри Кисинџер и Хјуберт Хамфри. Када јој је било тринаест година, он је дао оставку у влади и годину дана касније основао своју политичку странку, Пакистанску народну странку (ППП). ППП је користила крилатицу „Ислам је наша вера, демократија је наша политика, социјализам је наша економија. Сва моћ народу.“ Тиме је кориштена популистичка стратегија за привлачење гласова, обећавајући „roti, kapra aur makan“ (хлеб, одећа и станове) за сваког Пакистанца и инсистирајући на томе да се спорна територија Кашмира пренесе са индијске под пакистанску контролу. Беназир се одмах придружила. Усред нереда против владе председника Ајуб Кана, Зулфикар је 1968. године ухапшен и затворен на три месеца, током којих је писао Беназир да би подстакао њене студије.

## Повратак у Пакистан
Након осам година егзила у Дубаију и Лондону, Беназир Буто вратила се у Карачи 19. октобра 2007. године, непуна три месеца прије најављених општих избора. Годину раније почела је да припрема повратак у домовину - приступила је Савезу за обнову демократије и удружила се с некадашњим политичким противником Навазом Шарифом. Са Шарифом се није слагала у погледу учествовања генерала Первеза Мушарафа у власти након избора. За разлику од Шарифа, била је склона поделити власт с Мушарафом с којим се договорила да ће је ослободити оптужби за корупцију и да ће се земља вратити демократији. Противници су је оптуживали да води двоструку игру, с једне стране преговара с Мушарафом, а с друге с опозицијом.
У домовину је одлучила да се врати у великом стилу. Међутим, конвој у којем се кретала након што је слетела у ваздушну луку у Карачију, нападнут је. У самоубилачком нападу убијено је готово 140 људи. Буто је остала неозлеђена. Јавно је оптужила присташе Мохамеда Зије ул-Хака да стоје иза напада. Мушарафу је то крвопролиће било изговор да прогласи изванредно стање у држави. Прави повод је био што је Врховни суд одбијао да потврди његов реизбор све док носи генералску униформу. Након што је увео ванредно стање, Буто га је оптужила да води полицијску државу, а његов режим упоредила с бившим Совјетским Савезом. Мушараф је Буто ставио у кућни притвор, као и друге опозиционе вође.
Иако су обавјештајни подаци говорили да јој смрћу прети терористичка мрежа Ал-Каида, афганистански талибани и пакистанске групе џихада, Буто се није желела да се одрекне јавних наступа.

## Убиство
У октобру 2007, пакистанске власти су повукле оптужбе против Беназир Буто, и она се 18. октобра вратила у Пакистан. Већ сутрадан су у Карачију на митингу добродошлице поводом њеног повратка постављене две бомбе које су усмртиле преко стотину људи. Буто није повређена у нападу. Дана 27. децембра изведен је други атентат на скупу у Равалпиндију и овај пут атентатор је успео да смртно рани Беназир Буто током пуцњаве. Умрла је истог дана у болници у Равалпиндију.

## Дела
- Daughter of Destiny: An Autobiography. 1989.
- Reconciliation: Islam, Democracy, and the West. 2008.